# Grupo Zeta
El Grupo Zeta fue un grupo de comunicación español, con sedes principales en Barcelona y Madrid y delegaciones en Zaragoza, Córdoba, Castellón y Cáceres. Fue fundado en 1976 por Antonio Asensio Pizarro, quien lo dirigiría hasta su fallecimiento en 2001. Durante este periodo el grupo vivió una etapa de expansión empresarial, que incluyó la adquisición o creación de numerosas publicaciones periódicas. 
El Periódico de Catalunya, editado en Barcelona, constituyó la principal cabecera periodística con la que contaba el grupo editorial. Su hijo Antonio Asensio Mosbah presidió la compañía hasta que en abril de 2019 fuera adquirido por el grupo editorial Prensa Ibérica presidido por Javier Moll.

## Historia

### Fundación y primeros años
En 1976, Antonio Asensio Pizarro fundó Ediciones Zeta con un capital de 500 000 pesetas, con el que sacó a la calle la revista semanal Interviú, que pronto se convirtió en uno de los referentes del nuevo periodismo político resultado de los nuevos aires de libertad de la transición española.
En octubre de 1977, adquirió la revista satírica El Jueves, produciendo su primer número con portada en color. Un poco más tarde, el 26 de octubre de 1978, el éxito de estas revistas permitió sacar al mercado El Periódico de Catalunya. También se sacó una edición para la capital española, El Periódico de Madrid, el cual sin embargo sería un fracaso y desaparecería poco después. Siguió otro semanario satírico: Sal y Pimienta. En 1982, salieron al mercado dos nuevas publicaciones, el semanario político Tiempo de Hoy, que en un par de años alcanzó el liderazgo de ventas en su campo y la revista especializada Viajar.
En noviembre de 1979 el grupo editorial también sacó un diario deportivo, Sport. En 1989, lanzó el diario económico La Gaceta de los Negocios (luego La Gaceta, del Grupo Intereconomía), bajo la dirección de José Antonio Martínez Soler.

### Apogeo
En 1986 comenzó una serie de adquisiciones de diarios regionales y provinciales con la compra de La Voz de Asturias o El Periódico de Aragón, así como de la Editorial Bruguera, reconvertida en Ediciones B. Hacia 1990 ya había adquirido una serie de diarios de ámbito local, como Extremadura, Córdoba o el Mediterráneo.
En la década de 1980, el holding comenzó a dotarse de empresas de servicios relacionadas con la comunicación: distribuidores, plantas de impresión, etc. En 1990 optó a las primeras licencias de televisión privada concedidas en España, de la mano de News Corporation, propiedad del magnate de la comunicación australiano naturalizado estadounidense Rupert Murdoch, a través de la sociedad Univisión-Canal 1. No tuvo éxito, pero en 1992 adquirió una importante participación de Antena 3 de Televisión que le permitió controlar la cadena hasta 1997, cuando tuvo que desprenderse del capital en favor de Telefónica.
En 1998 el grupo participó en el lanzamiento del diario La Razón, si bien con posterioridad abandonó su participación en este negocio, que pasó a formar parte del Grupo Planeta.
La edición digital de El Periódico de Catalunya fue la primera de sus publicaciones en aparecer en internet  en el 1994. Zeta Multimedia, creada en 1995, supuso la entrada del Grupo en el sector del software educativo y de ocio. En el plano de la comercialización de la publicidad digital, Grupo Zeta mantuvo una alianza con Editorial Prensa Ibérica (Grupo Moll).
En 2001, con la muerte de Antonio Asensio Pizarro, el grupo entró en una nueva etapa, expandiéndose al campo audiovisual hasta contar en este terreno con las distribuidoras y productoras On Pictures y On TV, una televisión local (optando además, asociado a Tele5, a un canal de televisión digital terrestre de Madrid).

### Crisis y venta de cabeceras
En 2008 Grupo Zeta entró en una profunda crisis económica. Varios grupos españoles pujaron por la compañía que había entrado en pérdidas económicas. Sin embargo, desde esa fecha la situación económica fue deteriorándose progresivamente. La entidad bancaria La Caixa, principal acreedora del grupo, firmó ese año un acuerdo mediante el cual se hizo prácticamente con el control de Zeta; el acuerdo impedía al grupo editorial vender sus cabeceras más rentables hasta que no se condonara la deuda.
A pesar de los malos resultados económicos, en 2011 el grupo Zeta se hizo con el control del diario onubense Odiel Información, renombrándolo como El Periódico de Huelva; no obstante, la mala situación económica obligaría a cerrar este diario en el 2013. Unos años antes el grupo ya había vendido el diario La voz de Asturias al empresario Jaume Roures, propietario a su vez del grupo Mediapro. En abril de 2017 se vendió Ediciones B al grupo editorial Penguin Random House por la cifra de 40 millones de euros.
En enero de 2018 se anunció el cierre de las revistas Interviú y Tiempo de hoy, debido a «las importantes pérdidas generadas por ambas publicaciones en los últimos años como consecuencia del vertiginoso descenso en la difusión y en los ingresos de publicidad». También durante ese mismo mes de enero de 2018 se anunció un Expediente de Regulación de Empleo en la plantilla de El Periódico.
En 2019 había trascendido que se avanzaba en las conversaciones con los acreedores del grupo Zeta, centradas en la reordenación de la deuda y la mejora de la eficiencia financiera y laboral. En línea con las medidas de ahorro, en 2019 trascendió que iba a cerrarse la planta de impresión ubicada en Parets. En mayo de 2019 se confirmó la compra del Grupo Zeta por parte de Prensa Ibérica.
En abril de 2020, varias empresas del grupo Prensa Ibérica-Zeta llevaron a cabo Expedientes de Regulación Temporal de Empleo (ERTEs), lo que fue seguido de críticas por parte de los representantes de los trabajadores.

## Polémicas
El diario Sport llamó “colonos” y “comunidad de españoles en Catalunya” a los asistentes del partido de la Selección española de Fútbol, en un partido celebrado en Barcelona.
Fue condenado en 2010 por el Tribunal Supremo a pagar a la cantante Marta Sánchez la cantidad de 300.500€ por publicar un desnudo no consentido en la revista Interviú.
El diario cabecera del grupo, El Periódico de Catalunya, ha recibido subvenciones por parte de la Generalidad de Cataluña.
La quita del Instituto Catalán de Finanzas, institución financiera de la Generalidad de Cataluña, ha motivado debate político y ha suscitado interés en el parlamento autonómico por conocer la cuantía de dicha quita, aunque desde la Generalidad no se ha facilitado la información solicitada. Además, se ha llevado a cabo una quita al Grupo Zeta por el Instituto Valenciano de Finanzas (IVF), entidad de la Generalidad Valenciana, que ha sido cuestionada por el Partido Popular y Ciudadanos, mientras que desde la Generalidad Valenciana se ha defendido esta quita.

## Publicaciones

### Periódicos
| Medio                     | Sede                  | Creación o adquisición | Venta o desaparición | Notas                         |
| ------------------------- | --------------------- | ---------------------- | -------------------- | ----------------------------- |
| Córdoba                   | Córdoba               | 1997                   | —                    |                               |
| El Adelanto               | Salamanca             | 1997                   | 2005                 |                               |
| El Periódico de Andorra   | Escaldes-Engordany    | 1997                   | 2010                 |                               |
| El Periódico de Aragón    | Zaragoza              | 1990                   | —                    |                               |
| El Periódico de Catalunya | Barcelona             | 1978                   | —                    | Periódico cabecera del grupo. |
| Ciudad de Alcoy           | Alcoy                 | 1999                   | 2013                 |                               |
| El Periódico de Huelva    | Huelva                | 2011                   | 2013                 |                               |
| El Periódico de Madrid    | Madrid                | 1978                   | 1979                 |                               |
| El Periódico Extremadura  | Cáceres               | 1988                   | —                    |                               |
| El Periódico Mediterráneo | Castellón de la Plana | 1992                   | —                    |                               |
| La Crónica de Badajoz     | Badajoz               | 2002                   | —                    |                               |
| La Voz de Asturias        | Oviedo                | 1986                   | 2010                 |                               |

### Prensa deportiva
- Sport
- La Grada

### Revistas
- Autohebdo Sport
- Cuore
- Stilo
- Digital Camera
- Dinero
- Photoshop Práctico
- Interviú (desde 1 de marzo de 2018 exclusivamente vía internet, no se edita en papel)
- Primera Línea (desde 18 de diciembre de 2018 exclusivamente vía internet, no se edita en papel)
- Tiempo (desde 1 de marzo de 2018 exclusivamente vía internet, no se edita en papel)
- Viajar
- Woman Madame Figaro
- Shopping
- In Touch
- Boing
- Neox Kidz Magazine
- Disney Channel Revista Oficial
- Cartoon Network Magazine
- Geronimo Stilton Revista Oficial

### Portales de internet
- RedAragon
- Redextremadura
- Mortadelo y Filemón

### Otras empresas
- Zeta Gestión de Medios
- Gráficas de Prensa Diaria
- Dicom Medios

Dentro de Zeta Bolsillo, en 2009 se desarrolló una colección diferenciada de ciencia ficción conocida entre los aficionados como Nova Bolsillo y que viene a emular el formato y estilo de los primeros libros publicados en el sello Nova a principios de los 90 (tamaño bolsillo, precios ajustados, portadas, contra y lomo blancos, casi siempre con ilustraciones de portada de Oscar Chichoni, en ocasiones la misma que la edición original), y en la cual se están reeditando tanto material del sello Nova (entre otros El Aprendiz de Guerrero, Elantris, La Era del Diamante, la saga de Los Cantos de Hyperion...) como clásicos de la ciencia ficción que nunca aparecieron en el sello madre (El Jardín de Rama, Pórtico, Cuentos Completos I y II de Isaac Asimov...).
En los casos en que es reedición de Nova, también se incluye la clásica presentación del libro del editor del sello, Miquel Barceló, igual que en su momento se hizo con el desaparecido sello Byblos.